# Zygmunt Urich
Zygmunt Urich  (ur. 7 maja 1907 we Lwowie) – polski piłkarz występujący na pozycji napastnika.
Urich przez całą piłkarską karierę był związany z klubami pochodzącymi ze Lwowa. Był wychowankiem Pogoni Lwów, w której treningi rozpoczął w 1922 roku w drużynie juniorów. W 1925 roku został włączony do zespołu seniorów Pogoni i reprezentował ją przez dwa sezony. Zadebiutował 5 kwietnia 1925 roku w wygranym 0:5 meczu z Pogonią Wilno, zaś pierwszą bramkę strzelił w tymże spotkaniu. Urich święcił w barwach Pogoni dwukrotnie tytuł mistrza Polski (1925, 1926). W 1927 roku trafił do Hasmonei Lwów. W barwach nowego klubu zadebiutował 24 kwietnia 1927 roku w przegranym 3:1 meczu z Wisła Kraków, zaś pierwszego gola strzeli 26 maja w wygranym 2:3 spotkaniu z Czarnymi Lwów. W 1931 zasilił Lechię Lwów, dla której występował przez jeden sezon. W Lechii zadebiutował 5 kwietnia 1931 roku w przegranym 5:0 meczu z Ruchem Chorzów, natomiast pierwszą bramkę zdobył 19 lipca 1931 roku w wygranym 4:0 spotkaniu z Warszawianką. Po sezonie Urich wrócił do Hasmonei, w której skończył karierę w 1934 roku.

## Statystyki klubowe
| Sezon | Klub          | Liga   | Liga krajowa | Liga krajowa |
| ----- | ------------- | ------ | ------------ | ------------ |
| Sezon | Klub          | Liga   | Mecze        | Bramki       |
| 1925  | Pogoń Lwów    | I Liga | 1            | 1            |
| 1926  | Pogoń Lwów    | I Liga | 3            | 3            |
| 1927  | Hasmonea Lwów | I Liga | 22           | 3            |
| 1928  | Hasmonea Lwów | I Liga | 26           | 6            |
| 1931  | Lechia Lwów   | I Liga | 14           | 1            |
| Razem | Razem         | Razem  | 66           | 14           |

## Sukcesy

### Pogoń Lwów
- Mistrzostwo Polski (2 razy) w sezonach: 1925, 1926